# Dilruba

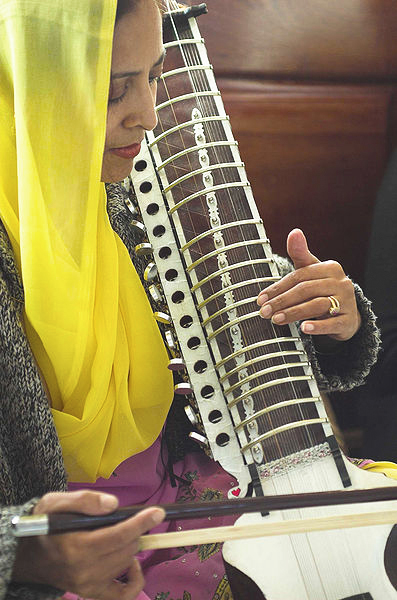
Une femme joue du dilruba en 2006.

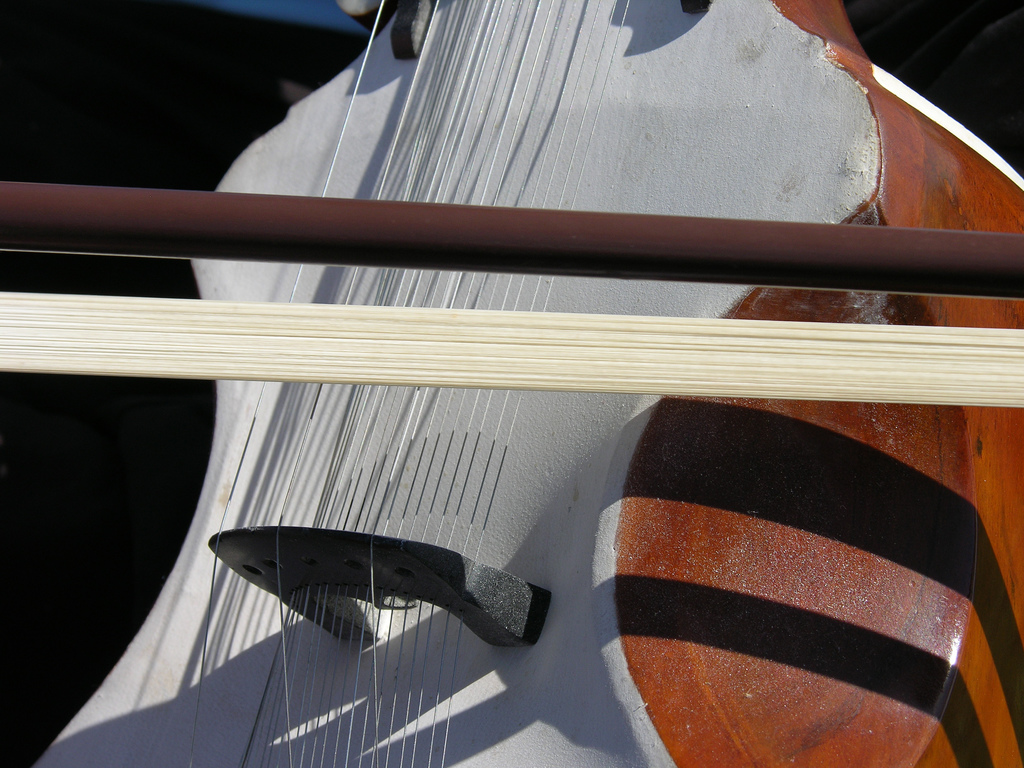
détail du chevalet

Le dilruba (le son du cœur) est une vièle apparue au XIXe siècle en Inde, alors que les joueurs de sarangi se faisaient rares et que les maharajas s'efforçaient de créer des orchestres à cordes calqués sur le modèle occidental. C'est un instrument à cordes frottées, synthèse du sitar et du sarangi, conçu pour les joueurs de sitar, qui peuvent facilement s'y adapter.

## Lutherie
La dilruba a une caisse de résonance taillée dans du bois massif de mûrier ou de tun. De forme rectangulaire, elle est recouverte d'une peau de chèvre sur laquelle repose un renfort et le chevalet. La forme rappelle celle du sarangi. Un manche creux très large et très long y est accolé, muni de frettes métalliques convexes amovibles, placées comme sur le sitar. Certains instruments sont décorés de marqueterie et d'ivoire.
Il y a quatre cordes principales pouvant être frottées, dont l'une sert de corde de jeu principale et l'autre ne sert que de bourdon ; sous les frettes passent 15 cordes sympathiques, dont la majorité sont fixées le long du manche sur un support externe, le reste passant sur un chevalet plat en haut du manche et étant fixées sur la tête.

## Jeu
On en joue assis traditionnellement en tailleur par terre, l'instrument reposant sur les chevilles, et l'épaule gauche. L'archet est plus léger et plus moderne que celui du sarangi, plutôt concave, et tenu paume vers le ciel. Mad Sheer Khan en joue debout.
On peut y jouer la musique indienne classique, les râgas, en solo, mais il est surtout connu en tant qu'instrument d'accompagnement d'autres solistes, et dans la musique filmi. 
Pandit Shiv Dayal Batish en fut un interprète connu surtout pour le cinéma de Bollywood.
Des musiciens aux œuvres métissées, tels le virtuose Mad Sheer Khan, qui le transpose au sein du TAG, mouvement philosophique et musical dont il est le fondateur et Stephan Micus,ouvre le dilruba vers d'autres horizons. 
Par l'intermédiaire des Beatles, cet instrument a été mis à l'honneur dans Within You Without You chanson de George Harrison figurant sur Sgt. Pepper's Lonely Hearts Club Band.